# Eugénie Béziat
Eugénie Béziat, née le 4 juillet 1983 à Libreville (Gabon), est une cheffe cuisinière française.
Après avoir été à la tête du restaurant La Flibuste, à Villeneuve-Loubet, où elle obtient une étoile au Guide Michelin en janvier 2020, elle devient cheffe du restaurant l'Espadon, au Ritz Paris qui rouvre en septembre 2023 et où elle décroche une étoile Michelin en mars 2024.

## Parcours
Eugénie Béziat grandit au Gabon, au Congo en Côte d'Ivoire et arrive en France où elle commence en 2001 des études à la Faculté de lettres du Mirail à Toulouse,. 
Elle travaille ensuite pendant quatre ans comme cheffe de partie puis second de cuisine dans le restaurant doublement étoilé Michel Sarran à Toulouse. Les trois années suivantes, de 2015 à 2018, elle est sous-cheffe puis cheffe exécutive chez Yann Le Scavarec à la Roya (une étoile) à Saint-Florent.
Le 29 décembre 2021, le Ritz annonce qu'elle dirigera le Restaurant Espadon, la table gastronomique du palace, à partir du 1er avril 2022. Le restaurant rouvre le 26 septembre 2023,. La cheffe Eugénie Béziat tire ses inspirations de ses racines italo-espagnoles et de son enfance en Afrique. Pour donner vie à sa vision culinaire, le restaurant Espadon a été entièrement redécoré avec une cuisine apparente et ouvre sur une terrasse en pierre de Bourgogne offrant une vue sur le jardin de l'hôtel. Aux côtés d'Eugénie Béziat, on retrouve le chef pâtissier François Perret et le sommelier Florian Guilloteau.
En mars 2024, le guide Michelin attribue une étoile Michelin à l'Espadon.